# Åkerby kyrka
Åkerby kyrka är en kyrkobyggnad i Åkerby i Uppsala stift. Kyrkan tillhör Bälingebygdens församling.

## Kyrkobyggnaden
Kyrkan av sten och tegel har rektangulärt långhus med kor i öster och en vidbyggd sakristia öster om koret. I väster finns ett torn, som kröns av en låg huv. Tornet karaktäriseras av de kraftiga strävpelarna och frontespisen av trä. Dateringen av kyrkan är osäker, möjligen 1300-talet eller möjligen 1200-talet. Troligen har kyrkan byggts ut senare under medeltiden. Vid en stor ombyggnad 1801-1803 fick kyrkan sin nuvarande nyklassicistiska karaktär. Då revs både vapenhuset och de medeltida valven. Vid samma tillfälle uppfördes tornet och sakristian. Tornet, som drabbades av sättningar snart efter uppförandet, fullbordades inte förrän 1832. Vid samma period restaurerades interiören och östväggens rundfönster upptogs. Vid 1929-års restaurering omändrades den fasta inredningen.

## Inventarier
Predikstolen köptes in 1674. Delar av ett altarskåp samt ett triumfkrucifix från 1400-talet har bevarats liksom dopfunten från 1200-talet.

### Orgel
Den nuvarande orgeln flyttades hit 1745 från Tierps kyrka och sattes upp av Carl och Anders Holm, Uppsala. Orgeln var byggd omkring 1650 av Nils Bruce. Orgeln är mekanisk med slejflådor och har ett tonomfång på 51/20. Fasaden är samtida med orgeln. 1767 satta en trumpetstämma in i orgeln av Niclas Söderström och Mattias Swahlberg den yngre. 1886 byggdes orgeln om av Johan Edberg, Björklinge och tog bort trumpetstämma från 1767. 1929 omintonerades och renoverades orgeln av Carl Richard Löfvander, Enskede. 1979 renoverades orgeln av Nils-Olof Berg, Nye.
| Manual        | Pedal   |
| Principal 8'  | Bihängd |
| Fugara 8'     |         |
| Gedact 8' B/D |         |
| Principal 4'  |         |
| Salicional 4' |         |
| Octava 2'     |         |